# 神舟十号

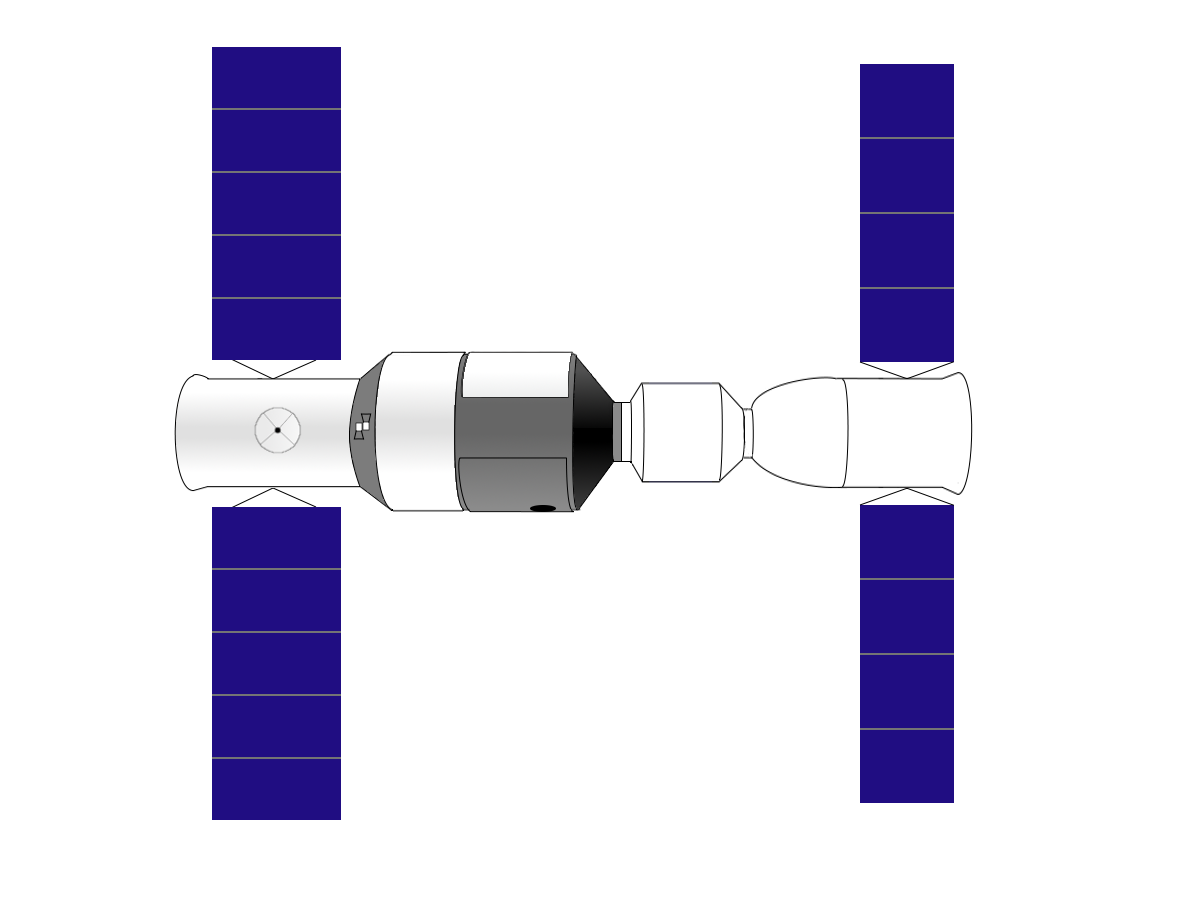
天宫一号（左）与神舟十号（右）对接图

神舟十号（简称神十）是中国“神舟”号系列飞船的第十次任务，也是中国载人航天的第五次任务，共载三名宇航员与天宫一号目标飞行器分别进行无人和有人的交会对接，成功对接后三名航天员（两男一女：聂海胜，男，指令长；张晓光，男，指令长助手；王亚平，女）入驻天宫一号。本次任务为神舟飞船与天宫一号的最后一次对接任务。飞船由推进舱（服务舱）、返回舱、轨道舱组成。神舟十号于北京时间2013年6月11日17时38分02.666秒在酒泉卫星发射中心91号工位由长征二号F改进型运载火箭（遥十）“神箭”成功发射。
加上发射与返回，神舟十号共在轨飞行15天左右，其中驻留天宮一號12天。其返回舱于当地时间2013年6月26日08时07分在内蒙古四子王旗着陆场着陆。

## 时间轴
- 2013年3月31日，神舟十号飞船运抵酒泉卫星发射中心，开始进行测试准备工作[6]。

- 2013年4月29日，承担发射神舟十号飞船的长征二号F改进型火箭搭乘专用列车从北京启程前往酒泉卫星发射中心[7]。

- 2013年5月2日15时30分，长二F改进型火箭运抵酒泉卫星发射中心[8][9]。

- 2013年5月27日早，神舟十号飞船与长二F改进型火箭合并整流罩[10]。

- 2013年6月3日早，神舟十号飞船与长二F改进型火箭组合体从垂直总装厂房（即技术区）垂直移至火箭发射工位（即发射区），神舟十号任务正式启动[11]。

- 2013年6月11日下午，在酒泉卫星发射中心举行航天员飞行乘组出征仪式，中共中央总书记、国家主席、中央军委主席习近平为航天员壮行[12]。中共中央政治局常委李克强、刘云山在北京航天飞行控制中心观看神舟十号飞船发射实况[13]。

- 2013年6月11日17时38分00秒，长二F改运载火箭点火。

- 2013年6月11日17时38分02.666秒，搭载神舟十号飞船的长二F改运载火箭在酒泉卫星发射中心成功发射升空。

- 2013年6月11日17时47分34.231秒，神舟十号飞船与长二F改运载火箭成功实现船箭分离。

- 2013年6月11日17时48分，神舟十号与长征二号F改进型火箭船箭分离，飞船进入预定轨道[14]。

- 2013年6月13日13时18分，神舟十号飞船转入自主控制状态，准备进行自动交会对接[15]。

- 2013年6月13日10时48分，神舟十号飞船转入自主控制状态，靠近天宫一号[15]。

- 2013年6月13日13时11分，神舟十号飞船与天宫一号目标飞行器的对接环接触[15]。

- 2013年6月13日13时18分，神舟十号飞船与天宫一号目标飞行器对接机构锁紧，二飞行器形成组合体，成功实现自动交会对接[16]。

- 2013年6月13日16时17分，神舟十号飞船航天员成功开启天宫一号舱门，聂海胜、张晓光、王亚平以漂浮姿态入驻天宫一号[17]。

- 2013年6月20日10时04分至10时55分，三名航天员进行太空授课。

- 2013年6月23日8时26分，神舟十号飞船与天宫一号目标飞行器分离，准备进行手动交会对接[18]。

- 2013年6月23日10时00分，神舟十号飞船与天宫一号目标飞行器对接环接触[18]。

- 2013年6月23日10时07分，神舟十号飞船与天宫一号目标飞行器对接机构锁紧，二飞行器形成组合体，成功实现手动交会对接[18]。

- 2013年6月24日8时38分，中共中央总书记、国家主席、中央军委主席习近平在北京航天飞行控制中心与三名神十航天员通话[18]。

- 2013年6月25日05时07分，三名航天员进入神舟十号飞船，关闭天宫一号目标飞行器舱门，告别天宫一号。离开之前，三名航天员各自用手语和话音对地面控制人员致谢。[19]。

- 2013年6月25日07时05分，神舟十号飞船与天宫一号目标飞行器分离，从天宫一号上方绕飞，顺利完成绕飞以及近距离交会任务[20]。

- 2013年6月26日05时07分，三名航天员进入神舟十号飞船返回舱，关闭返回舱通向轨道舱的舱门，准备返回地球。

- 2013年6月26日08时07分，神舟十号飞船成功地在内蒙古四子王旗着陆场着陆，返回舱落地时呈水平状态。

- 2013年6月26日08时21分，地面搜救人员打开神舟十号飞船返回舱舱门。

## 神舟十号航天员

### 执行航天员
| 姓名         | 年龄 | 职责   | 飞行次数 | 飞行时间      | 轨道数 |
| ------------ | ---- | ------ | -------- | ------------- | ------ |
| 聂海胜       | 48岁 | 指令长 | 1        | 115小时32分钟 | 76圈   |
| 张晓光       | 47岁 | 操作手 | 0        | —             | —      |
| 王亚平（女） | 33岁 | 实验员 | 0        | —             | —      |

### 备份航天员
| 姓名   | 年龄 | 职责 | 飞行次数 | 飞行时间        | 轨道数 |
| ------ | ---- | ---- | -------- | --------------- | ------ |
| 翟志刚 | 46岁 |      | 1        | 2天20小时18分钟 | 45圈   |
| 邓清明 | 47岁 |      | 0        | —               | —      |

## 任務

### 交会对接
升空约两天后，神舟十号飞船与天宫一号目标飞行器进行自动交会对接。对接成功后，三名宇航员入驻天宫一号，进行为时12天的短期的有人照管实验，期间还会进行手动交会对接与环绕天宫一号飞行。

### 太空课堂
在本次飞行任务中，有从天宫一号通过视频通讯对地面中小学生进行空间授课的内容，这次任务受到了全球各大媒体的关注。这次授课由王亚平担任主讲，张晓光担任摄影。授课的内容包括失重条件下物体运动的特点、液体表面张力的作用、质量、重量以及牛顿定律等物理学知识。在过程中，航天员与地面师生进行了互动交流，于2013年6月20日周四早10:04至10:55太空授课，时长达40分钟，教育部要求有条件的中学组织学生观看直播。杨振宁、欧阳自远、孙家栋、栾恩杰等科学家参与了地面课堂，进行实时点评。得知王亚平将进行太空授课后，也曾在太空授课的美国航空航天局宇航员芭芭拉·摩根致以祝福。

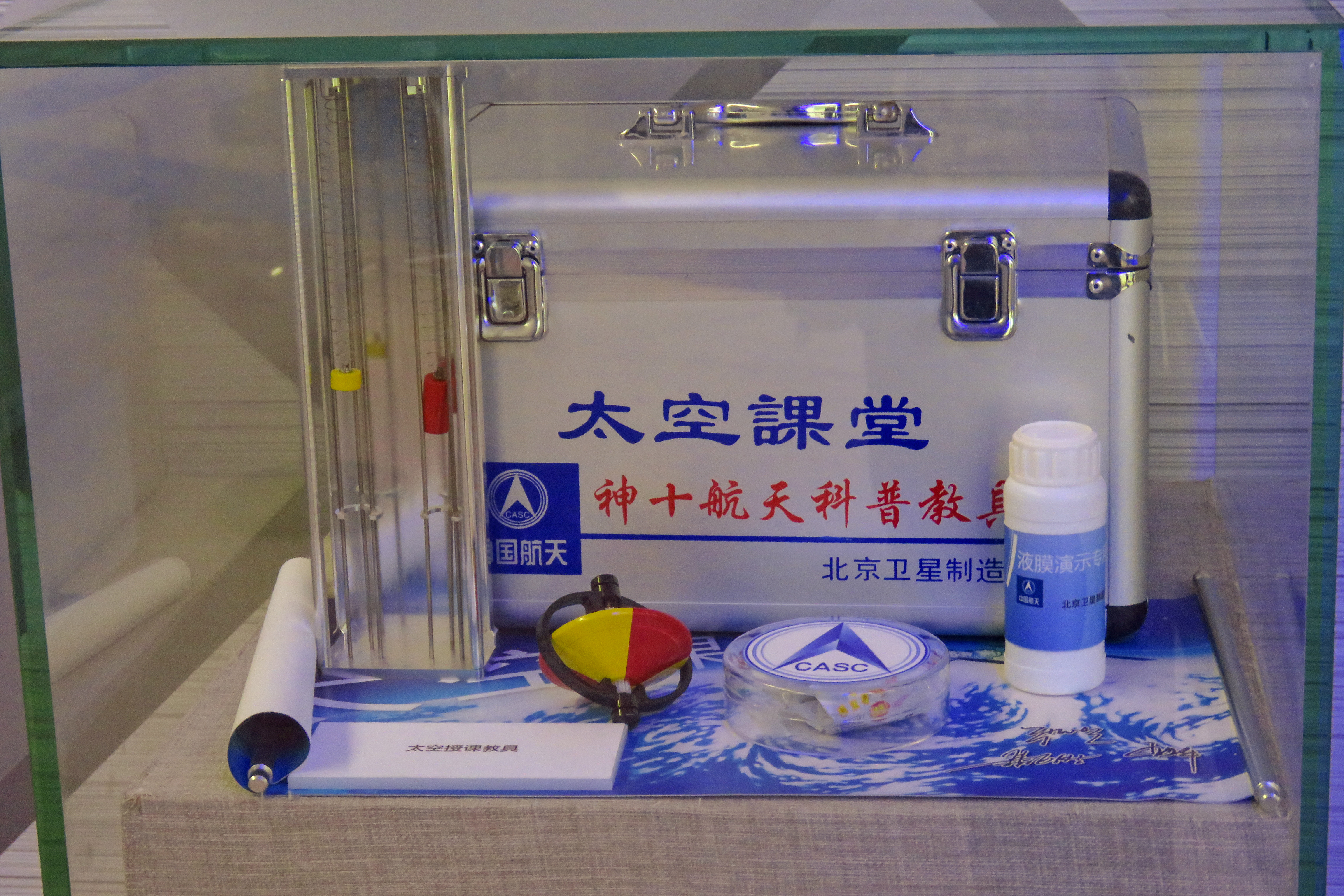
神舟十号太空授课期间所使用的教学工具

### 维护
航天员对天宫一号进行维修，对地板和密封圈进行更换。

## 进步
- 神十是中国首次应用性航天任务。这在中国尚属首次。
- 神十任务改进航天员夜间值班制度，保证航天员的充足睡眠[25]。
- 神十任务中，航天员食品更丰富、工作环境更舒适[26]。

## 意义
- 验证和巩固交会对接技术
- 进一步验证航天员在轨驻留相关技术
- 开展空间站建造相关的技术试验[27]

## 评论
- 新华网认为，神十的成功发射标志着中国已经拥有了一个可以实际应用的天地往返运输系统。中国人向着熟悉太空、利用太空、享受太空的梦想又迈进了一大步[28]。

- 北京青年报认为，中国航天工程技术日臻成熟，发射已成常态。神十的成功发射，标志着中国用长二F运载火箭和神舟飞船共同组建的载人航天天地往返运输系统已经具备了必须具备的全部功能。今年注定是我国航天技术集中发力并收获新一轮技术成果的丰收之年。媒体缺乏报道亢奋点恰恰说明我国航天工程技术的日臻成熟及发射工作的常态化，越来越多的网友受大量不争事实的“开导”，认识到了航天技术对国防事业及经济可持续发展不可估量的巨大拉动作用。

- 俄通社认为，未来全球空间开发越来越离不开中国[29]。

- 美联社认为：太空授课是大胆尝试。中国航天成就瞩目[30]。

## 其他
神舟十号的主发射窗口为2013年6月7日至13日期间，后备发射窗口为同年的七、八月份。
神舟十号一片整流罩残骸落入陕西省榆林市金鸡滩镇白舍牛滩，2013年6月11日19时00分被发现，在第一时间取回所载黑匣子。2013年6月11日21时30分，神舟十号逃逸塔在内蒙古自治区阿拉善盟额济纳旗巴丹吉林沙漠被发现。
2020年12月20日，神舟十号载人飞船返回舱从北京运抵韶山，长期借用湖南，在韶山毛泽东同志纪念馆进行展览。